# Adam Bortnowski
Adam Bortnowski (ur. 1971 w Pruszkowie) – polski reżyser, scenarzysta, producent i montażysta filmowy. Wspólnie z Piotrem Kempą Adamem Sokołowskim założył w 2008 roku firmę produkcyjną Delord.

## Filmografia
Reżyser:
- 2009: „Trzecia część meczu – rzecz o reprezentacji”
- 2008: „66. Tour de Pologne – kulisy wyścigu”
- 2004: Siedem grzechów popcooltury
- 2002: Chiński kocioł
- 2002: Elektro
- 2002: Autolove

Scenariusz:
- 2002: Chiński kocioł
- 2002: Elektro

Producent:
- 2009 „Matka Teresa od kotów” koprodukcja
- 2002: Autolove
- 2002: Elektro

Montaż:
- 2004: Siedem grzechów popcooltury
- 2003: Historia z tyskiej butelki
- 2000: Dzieci Jarocina
- 1999–2001: Graczykowie
- 1998: Rodowody niepokornych
- 1995–1997: Przypadki Zwierzo-Jeża
- 1994: Dżem

## Życie prywatne
Jego pradziadkiem był prezydent Łomży i Zgierza – Józef Bortnowski.